# Representación de números con signo
En matemáticas, los números negativos en cualquier base se representan del modo habitual, precediéndolos con un signo «−». Sin embargo, en una computadora hay varias formas de representar el signo de un número. Este artículo trata cuatro métodos de extender el sistema binario para representar números con signo: signo y magnitud, complemento a uno, complemento a dos y exceso K, donde normalmente K equivale a bn-1 - 1.
Para la mayoría de usos, las computadoras modernas utilizan típicamente la representación en complemento a dos, aunque pueden usarse otras en algunas circunstancias.
En las secciones siguientes nos referiremos exclusivamente al caso de números signados en binario (y contrastaremos con el decimal con fines didácticos). Esto no significa que lo mostrado aquí se pueda llevar en forma análoga a otras bases (hexadecimal, u octal, por ejemplo). El valor absoluto de un número es la distancia que lo separa del cero en la recta numérica; es el propio número tras prescindir de su signo. El valor absoluto se escribe entre barras: |   |. Valor absoluto de 3:|3| =3. El valor absoluto de -3: |-3| =3. Los números menores que cero son por supuesto los números negativos.
El número que tiene como valor absoluto 125 y es menor que cero es -125 porque el valor absoluto solo toma en cuenta la distancia, no la dirección, razón por la cual este solo puede ser positivo o cero.
|+ Para n = 8 (8 bits) en Signo y Magnitud

Un primer enfoque al problema de representar un número signado de n-bits consiste en asignar:
1. un bit para representar el signo. Ese bit a menudo es el bit más significativo o MSB (de sus siglas en inglés) y, por convención: un 0 denota un número positivo, y un 1 denota un número negativo;
2. los (n-1)-bits restantes para representar el significando que es la magnitud del número en valor absoluto.

Y se conoce como Signo y Magnitud.
Este enfoque es directamente comparable a la forma habitual de mostrar el signo (colocando "+" o "-" al lado de la magnitud del número). Algunas de las primeras computadoras binarias (la IBM 7090) utilizaron esta representación, quizás por su relación obvia con la práctica habitual.
El formato Signo y Magnitud es además el habitual para la representación del significando en números en punto flotante.

### Ejemplo de Signo y Magnitud (Binario con signo)
Sea una representación en formato de Signo y Magnitud que nos permite codificar un número entero en binario con 8 bits (un byte). Esto nos otorga 1 bit para el signo y 7 bits para la magnitud. Con 8 bits, podemos representar, en teoría al menos (véase Desventajas, más abajo), 28 = 256 números. Entonces, utilizando un bit para indicar el signo y siete bits para la magnitud, se podrán representar: 127 números positivos (bit de signo en 0), 127 números negativos (bit de signo en 1) y dos ceros (una representación negativa y otra positiva) ya que este sistema permite elegir el signo y la magnitud de forma independiente, por lo que hay un patrón de bits correspondiente a +0 y un patrón de bits correspondiente a -0.
Supongamos ahora, que tenemos que representar el número -9710 (decimal). Procedemos a:
1. Tomar nota del signo del número reducido o simplificado -9710, que siendo negativo, llevará como bit de signo un 1;
2. Realizar la conversión: el valor absoluto de -9710 es |-9710| = 9710. Que en binario es: 11000012;
3. Colocar todo junto, el número -9710 en binario con formato de Signo y Magnitud es: 111000012. Donde el 1 en el bit más significativo indica un número negativo, y 11000012 es el significando en valor absoluto.

Para el caso inverso, dado un número binario en Signo y Magnitud, por ejemplo, 101101012, procedemos a:
1. Analizar el bit más significativo, que siendo un 1 indica que el número es negativo;
2. Convertir el significando a la base deseada, por ejemplo, en decimal, tomando en cuenta que el valor obtenido está en valor absoluto y la magnitud real estará dada por el bit de signo obtenido antes: 01101012 = |5310|. Siendo que el bit de signo es 1, el número real es -5310. Si el bit de signo fuese 0, el número hubiese sido +5310.

### Desventajas de la representación en Signo y Magnitud (BCS)
Siguiendo con el ejemplo de n = 8 (8 bits).
- Es más complejo operar aritméticamente. Para realizar una suma, por ejemplo, primero hay que determinar si los dos números tienen el mismo signo, y en caso de que sea así, realizar la suma de la parte significativa, pero en caso contrario, restar el mayor del menor y asignar el signo del mayor.
- Posee doble representación del cero. Al representar en Signo y Magnitud, aparece el cero signado: 000000002 (+010) y 100000002 (-010).

### Ventajas de la representación en signo y magnitud (BCS)
Siguiendo con el ejemplo de n = 8 (8 bits).
- Posee un rango simétrico: los números van del +12710 = 011111112, pasando por el +010 = 000000002 y el -010 = 100000002, hasta el -12710 = 111111112. Y en forma general, para n-bits, el rango (en decimal) para Signo y Magnitud es (-(2n-1-1); 2n-1-1), o bien ± (2n-1-1).

## Complemento a la base menos uno
| Valores de 8 bits | Interpretado en Complemento a uno en decimal | Interpretado como Entero sin signo en decimal |
| ----------------- | -------------------------------------------- | --------------------------------------------- |
| 00000000          | 0                                            | 0                                             |
| 00000001          | 1                                            | 1                                             |
| 00000010          | 2                                            | 2                                             |
| ...               | ...                                          | ...                                           |
| 01111110          | 126                                          | 126                                           |
| 01111111          | 127                                          | 127                                           |
| 10000000          | −127                                         | 128                                           |
| 10000001          | −126                                         | 129                                           |
| 10000010          | −125                                         | 130                                           |
| ...               | ...                                          | ...                                           |
| 11111101          | −2                                           | 253                                           |
| 11111110          | −1                                           | 254                                           |
| 11111111          | −0                                           | 255                                           |

Otro enfoque sería representar números negativos usando el complemento a la base menos uno. En el caso de los números binarios, sería el complemento a uno y la forma del complemento a uno de un número binario es un NOT bit a bit aplicado al número, es decir, la inversión de unos por ceros y ceros por unos. De esta forma, en la representación por Complemento a uno de un número signado de n-bits asignamos:
1. un bit para representar el signo. Ese bit a menudo es el bit más significativo y, por convención: un 0 denota un número positivo, y un 1 denota un número negativo;
2. los (n-1)-bits restantes para representar el significando que es la magnitud del número en valor absoluto para el caso de números positivos, o bien, en el complemento a uno del valor absoluto del número, en caso de ser negativo.

Observar así que la representación en Complemento a uno de un número negativo se puede obtener de la representación en Signo y Magnitud por una mera inversión de unos por ceros y ceros por unos del significando.
Este sistema numérico de representación era común en computadoras más antiguas; el PDP-1 y la serie de UNIVAC 1100/2200, entre muchas otras, utilizaron la aritmética en complemento a uno.

### Ejemplo de complemento a uno
Sea una representación en formato de Complemento a uno que nos permite codificar en binario en punto fijo con 8 bits (un byte). Al igual que con la representación en Signo y Magnitud, esto nos otorga 1 bit para el signo y 7 bits para la magnitud. Con 8 bits, podemos representar, en teoría al menos (véase nuevamente Desventajas, más abajo), 28 = 256 números. Los cuales, según este formato, van a estar repartidos entre 128 números positivos (bit de signo en 0) y 128 números negativos (bit de signo en 1).
Supongamos ahora, que tenemos que representar el número -9710. Procedemos a:
1. Tomar nota del signo del número -9710, que siendo negativo, llevará como bit de signo un 1;
2. Como el signo es negativo, el número a continuación del bit de signo, deberá expresarse en complemento a uno. Al realizar la conversión: el valor absoluto de -9710 es |-9710| = 9710. Que en binario es: 11000012, y el complemento a uno de 11000012 es C1(1100001) = 00111102;
3. Colocar todo junto, el número -9710 en binario con formato de Complemento a uno es: 100111102. Donde el 1 en el bit más significativo indica un número negativo, y 00111102 es el significando en complemento a uno del valor absoluto del número.

Para el caso inverso, dado un número binario en Complemento a uno, por ejemplo, 101101012, procedemos a:
1. Analizar el bit más significativo, que siendo un 1 indica que el número es negativo;
2. Convertir el significando a la base deseada, por ejemplo, en decimal, tomando en cuenta que: el valor obtenido está en valor absoluto, que la magnitud real estará dada por el bit de signo obtenido antes, y que en caso de ser bit de signo negativo (como es el caso) se deberá obtener el complemento a uno: C1(0110101) = 10010102 = |7410|. Siendo que el bit de signo es 1, el número real es -7410. Si el bit de signo fuese 0, el número hubiese sido 01101012 = +5310 ('sin complementar a uno).

### Desventajas de la representación en Complemento a uno
Siguiendo con el ejemplo de n = 8 (8 bits).
- Posee doble representación del cero. Al representar en Complemento a uno, aparece nuevamente el cero signado: 000000002 (+010) y 111111112 (-010).

### Ventajas de la representación en Complemento a uno
Siguiendo con el ejemplo de n = 8 (8 bits).
- Posee un rango simétrico: los números van del +12710 = 011111112, pasando por el +010 = 000000002 y el -010 = 111111112, hasta el -12710 = 100000002. Y en forma general, para n-bits, el rango (en decimal) para Complemento a uno es (-(2n-1-1); 2n-1-1), o bien ± (2n-1-1).
- Permite operar aritméticamente. NOTA: al operar se debe sumar el acarreo obtenido al final de la adición/resta realizadas (conocido como end-around carry), en caso de haberlo obtenido, para conseguir el resultado correcto. Por ejemplo: 000101012 + 100111102 = 101100112 (+2110 + -9710 = -7610) puesto que el end-around carry es cero; pero, 000000102 + 111111102 = 1000000002 (+210 + -110 = -010 ≠ +110), que corregimos mediante 000000102 + 111111102 = 000000002 + 12 = 000000012, que es el resultado correcto.

Los protocolos de Internet IPv4, ICMP, UDP y TCP usan todos el mismo algoritmo de suma de verificación de 16 bits en complemento a uno. Aunque la mayoría de la computadoras carecen del hardware para manejar acarreo del último bit (end-around carry), la complejidad adicional es aceptada ya que es igualmente sensible a errores en todas las posiciones de bits. En UDP, una representación de todos ceros indica que la suma de verificación opcional ha sido omitida. La otra representación, todos unos, indica un valor 0 en la suma de verificación (las sumas de verificación son obligatorias para IPv4, TCP e ICMP; fueron omitidas en IPv6).

## Complemento a dos (o a la base)
| Valores de 8 bits | Interpretado en Complemento a dos en decimal | Interpretado como Entero sin signo en decimal |
| ----------------- | -------------------------------------------- | --------------------------------------------- |
| 00000000          | 0                                            | 0                                             |
| 00000001          | 1                                            | 1                                             |
| 00000010          | 2                                            | 2                                             |
| ...               | ...                                          | ...                                           |
| 01111110          | 126                                          | 126                                           |
| 01111111          | 127                                          | 127                                           |
| 10000000          | −128                                         | 128                                           |
| 10000001          | −127                                         | 129                                           |
| 10000010          | −126                                         | 130                                           |
| ...               | ...                                          | ...                                           |
| 11111101          | −3                                           | 253                                           |
| 11111110          | −2                                           | 254                                           |
| 11111111          | −1                                           | 255                                           |

Otro enfoque sería representar números negativos usando el complemento a la base. En el caso de los números binarios, sería el complemento a dos y la forma de obtener el complemento a dos de un número binario es mediante la obtención del complemento a uno y sumarle uno, o bien:
|                                                                | Ejemplo 1 | Ejemplo 2 |
| 1. Empezando desde la derecha encontramos el primer '1'        | 0101001   | 0101100   |
| 2. Hacemos un NOT a todos los bits que quedan por la izquierda | 1010111   | 1010100   |

De esta forma, en la representación por Complemento a dos de un número signado de n-bits asignamos:
1. un bit para representar el signo. Ese bit a menudo es el bit más significativo y, por convención: un 0 denota un número positivo, y un 1 denota un número negativo;
2. los (n-1)-bits restantes para representar el significando que es la magnitud del número en valor absoluto para el caso de números positivos, o bien, en el complemento a dos del valor absoluto del número, en caso de ser negativo.

Observar así que la representación en Complemento a dos de un número negativo se puede obtener de la representación en Signo y Magnitud por una mera inversión de unos por ceros y ceros por unos del significando, y sumarle uno al valor obtenido.

### Ejemplo de complemento a dos
Sea una representación en formato de Complemento a dos que nos permite codificar en binario en punto fijo con 8 bits (un byte). Al igual que con la representación en Signo y Magnitud, y Complemento a uno, esto nos otorga 1 bit para el signo y 7 bits para la magnitud. Con 8 bits, podemos representar, 28 = 256 números. Los cuales, según este formato, van a estar repartidos entre 128 números positivos (bit de signo en 0) y 128 números negativos (bit de signo en 1).
Supongamos ahora, que tenemos que representar el número -9710. Procedemos a:
1. Tomar nota del signo del número -9710, que siendo negativo, llevará como bit de signo un 1;
2. Como el signo es negativo, el número a continuación del bit de signo, deberá expresarse en complemento a dos. Al realizar la conversión: el valor absoluto de -9710 es |-9710| = 9710. Que en binario es: 11000012, y el complemento a uno de 11000012 es C1(1100001) = 00111102, le sumamos uno para obtener el complemento a dos: 00111102 + 00000012 = 00111112;

- Colocar todo junto, el número -9710 en binario con formato de Complemento a dos es: 100111112. Donde el 1 en el bit más significativo indica un número negativo, y 00111112 es el significando en complemento a dos del valor absoluto del número.

Para el caso inverso, dado un número binario en Complemento a dos, por ejemplo, 101101012, procedemos a:
1. Analizar el bit más significativo, que siendo un 1 indica que el número es negativo;
2. Convertir el significando a la base deseada, por ejemplo, en decimal, tomando en cuenta que: el valor obtenido está en valor absoluto, que la magnitud real estará dada por el bit de signo obtenido antes, y que en caso de ser bit de signo negativo (como es el caso) se deberá obtener el complemento a dos: C2(0110101) = C1(0110101) + 00000012, luego C1(0110101) = 10010102, y al sumarle 1, 10010112 = |7510|. Siendo que el bit de signo es 1, el número real es -7510. Si el bit de signo fuese 0, el número hubiese sido 01101012 = +5310 (sin complementar a dos).

### Desventajas de la representación en Complemento a dos
Siguiendo con el ejemplo de n = 8 (8 bits).
- Posee un rango asimétrico: los números van del +12710 = 011111112, pasando por el +010 = 000000002. Y aquí aparece la primera diferencia, el 111111112, ya no es -010 como en la representación anterior, sino que es -110, y al llegar al 100000002 nos encontramos con que el complemento a dos de 100000002 es 100000002, ¡el mismo número!. Por convención, se asigna a este número particular el valor -12810 (para 8 bits). Luego, en forma general, para n-bits, el rango (en decimal) para Complemento a dos es (-2n-1; 2n-1-1).

### Ventajas de la representación en complemento a dos
Siguiendo con el ejemplo de n = 8 (8 bits).
- No posee doble representación del cero.
- Permite operar aritméticamente.

ejemplos 
1.Convertir los siguientes números decimales en octal y hexadecimal.
https://i.ibb.co/vqX14jP/Imagen1.png
2.Convertir los siguientes números binarios en decimal
https://i.ibb.co/RSqyR2p/Imagen2.png
3.Convertir los siguientes números hexadecimales a decimal y binario
https://i.ibb.co/YZ94XWQ/Imagen4.png
| Valores de 8 bits | Interpretado en Exceso a 127 en decimal | Interpretado como Entero sin signo en decimal |
| ----------------- | --------------------------------------- | --------------------------------------------- |
| 00000000          | -127                                    | 0                                             |
| 00000001          | -126                                    | 1                                             |
| 00000010          | -125                                    | 2                                             |
| ...               | ...                                     | ...                                           |
| 01111110          | -1                                      | 126                                           |
| 01111111          | 0                                       | 127                                           |
| 10000000          | 1                                       | 128                                           |
| 10000001          | 2                                       | 129                                           |
| 10000010          | 3                                       | 130                                           |
| ...               | ...                                     | ...                                           |
| 11111101          | 125                                     | 253                                           |
| 11111110          | 126                                     | 254                                           |
| 11111111          | 127                                     | 255                                           |

Un último enfoque al problema de representar un número signado es el exceso a K, donde a cada número se le suma el mismo valor, y está en exceso por dicho valor. Este formato es habitual para la representación del exponente en números en punto flotante.
K no tiene un valor estandarizado, pero suele tomarse como 2n-1 (que coincide con el complemento a dos con el bit más significativo negado), o como 2n-1-1 (como en el caso de la norma IEEE-754).

### Ejemplo de Exceso 2n-1
Sea una representación en formato de Exceso que nos permite codificar en binario en punto fijo con 8 bits (un byte). Luego, los números 8 bits serán representados en Exceso a 28-1  = 12810. Con 8 bits, podemos representar, 28 = 256 números.
Supongamos ahora, que tenemos que representar el número -9710 (decimal). Procedemos a:
1. Tomar el número -9710 y sumarle el exceso, en este caso 12810, luego -9710 + 12810 = 3110;
2. Convertimos a binario, en este caso. Luego, 3110 = 000111112.

Para el caso inverso, dado un número binario en Exceso 12810, por ejemplo, 101101012, procedemos a:
1. Convertir el número a la base deseada, por ejemplo, en decimal: 101101012 = 18110;
2. Pero el valor obtenido está en exceso 128, luego debemos quitarle dicho exceso, restando 128: 18110 - 12810 = 5310.

### Desventajas de la representación en Exceso 2n-1-1
Siguiendo con el ejemplo de n = 8 (8 bits).
- Requiere de operaciones aritméticas intermedias para su obtención, y de cambiar el número de bits se deben actualizar dichas operaciones intermedias para reflejar el nuevo exceso.
- Posee rango asimétrico: este va desde +12810 = 111111112 hasta -12710 = 000000002. Y en forma general, para n-bits, el rango (en decimal) para Exceso 2n es (-2n-1+1; 2n-1-1).

### Ventajas de la representación en Exceso 2n-1-1
Siguiendo con el ejemplo de n = 8 (8 bits).
- El menor número posible de representar consiste en todos los bits en cero y el mayor en unos.
- Permite operar aritméticamente, pero hay que tener en cuenta que cada operación lleva asociado su exceso y esto hay que restárselo al resultado final, para corregir la representación. Por ejemplo, 000111102 + 101101012 = 110100112 (-9710 + 5410 = 21110 ≠ -4310). El resultado, en aparente exceso 12710, 21110, al quitarle dicho exceso es 21110 - 12710 = 8410. Pero, hay que tener en cuenta que al sumar dos números con exceso 12710, debemos restar, dos veces el exceso. Luego 8410 - 12710 = -4310, que es el resultado correcto.
- No hay empaquetación del número. Por esto nos referimos a que no hay que recordar que partes del número son signo y significando, sino que los n-bits, son el número.

## Tabla de comparación
La tabla siguiente compara la representación de los enteros entre 8 y -8 (incluidos) usando 4 bits.
| Decimal | Entero sin signo | Signo y Magnitud | Complemento a uno | Complemento a dos | En exceso a 7 |
| ------- | ---------------- | ---------------- | ----------------- | ----------------- | ------------- |
| +8      | 1000             | n/d              | n/d               | n/d               | n/d           |
| +7      | 0111             | 0111             | 0111              | 0111              | 1111          |
| +6      | 0110             | 0110             | 0110              | 0110              | 1110          |
| +5      | 0101             | 0101             | 0101              | 0101              | 1101          |
| +4      | 0100             | 0100             | 0100              | 0100              | 1100          |
| +3      | 0011             | 0011             | 0011              | 0011              | 1011          |
| +2      | 0010             | 0010             | 0010              | 0010              | 1010          |
| +1      | 0001             | 0001             | 0001              | 0001              | 1001          |
| +0      | 0000             | 0000             | 0000              | 0000              | 1000          |
| -0      | n/d              | 1000             | 1111              | n/d               | n/d           |
| -1      | n/d              | 1001             | 1110              | 1111              | 0110          |
| -2      | n/d              | 1010             | 1101              | 1110              | 0101          |
| -3      | n/d              | 1011             | 1100              | 1101              | 0100          |
| -4      | n/d              | 1100             | 1011              | 1100              | 0011          |
| -5      | n/d              | 1101             | 1010              | 1011              | 0010          |
| -6      | n/d              | 1110             | 1001              | 1010              | 0001          |
| -7      | n/d              | 1111             | 1000              | 1001              | 0000          |
| -8      | n/d              | n/d              | n/d               | 1000              | n/d           |